# Camerata Mediolanense
Camerata Mediolanense es un ensamble musical establecido en Milán, Italia en 1994. Su música se puede catalogar como neoclassical darkwave, con elementos folclóricos. Camerata Mediolanense significa literalmente «grupo de cámara de Milán» (mediolanense, ‘de Mediolanum’; el antiguo nombre romano de Milán). Su música está compuesta de acuerdo con las tradiciones y la historia de la música clásica y folclórica de Italia y Europa, utilizando percusiones marciales, voces sublimes, teclados y dispositivos electrónicos.
La cabeza del proyecto es la compositora clásica Elena Previdi. Entre los miembros se encuentra el percusionista y cantante Trevor, el percusionista Manuel Aroldi, que provienen de la escena post-punk, así como las vocalistas, Carmen D'Onofrio, Désirée Corapi, Chiara Rolando y Daniela Bedeski. 
La banda fue atacada en 2008 por un comando de extrema izquierda en un bar de Friburgo, por lo que Camerata presentó una denuncia.

## Discografía

### Álbumes
- 1994 - Musica Reservata (My Castle Rec.; segunda edición por Discordia; remasterizado y reeditado en 2002 por My Castle; reeditado en 2013 por Prophecy)
- 1996 - Campo di Marte (Discordia/Triton; reeditado por My Castle; reeditado en 2013 por Prophecy)
- 1999 - Madrigali - De Diversi Et Excellentissimi Musici (Triton; reeditado por My Castle; reeditado en 2013 por Prophecy)
- 2013 - Vertute, Honor, Bellezza (Prophecy)
- 2017 - Le Vergini Folli (Prophecy)
- 2024 - Atalanta Fugiens (Prophecy)

### EP y sencillos
- 1997 - Amor, Ch'a Nullo Amato Amar Perdona / Vuolsi Così Colà Dove Si Puote (Infierno I) (My Castle)
- 1999 - Francesca, I Tuoi Martiri / La Prima Di Color Di Cui Novelle (Inferno II) (My Castle)
- 2001 - L'Alfiere (split con Pavor Nocturnus, Eis und Licht)
- 2001 - 29 Luglio MM - Lago Di Varese (split con Les Joyaux de la Princesse)
- 2008 - Nessun Maggior Dolore / Noi Leggiavamo (Inferno III) (My Castle)
- 2011 - 99 Altri Perfecti (My Castle)
- 2013 - Vergine Bella (Prophecy)

### Otros lanzamientos
- 2006 - ΠANKPATION (Compilación de CD, Twilight Records)
- 2010 - MDXXX (CD Live, Creative Fields Rec.)